# Uršlja Gora
Uršlja Gora je naselje v Občini Ravne na Koroškem.